# 長岡市立三島中学校
長岡市立三島中学校（ながおかしりつ みしまちゅうがっこう）は、新潟県長岡市（旧三島町）吉崎に所在する市立中学校。

## 概要
1951年に開校。通称は「三中」（さんちゅう）。全校生徒数222名（1年88名・2年65名・3年69名、2010年度）。

## 沿革
- 1951年4月1日 - 脇野町大津村組合立三島中学校として開校。旧脇野町中学校校舎を使用。
- 1955年3月 - 三島町立三島中学校と改称。
- 1960年4月1日 - 日吉中学校を統合。
- 1970年 - 創立20周年記念式典挙行。
- 1975年7月18日 - 新校舎・グランド竣工式挙行。
- 1975年9月21日 - 校旗樹立。
- 1976年10月18日 - 庭園造園完了。
- 1980年10月 - 創立30周年記念式典挙行。
- 1990年12月 - 創立40周年記念式典挙行。
- 1992年8月 - 男子バレー北信越大会出場。
- 1992年9月 - コンピュータ室開設。
- 1993年2月 - 新体育館・技術室竣工。
- 1998年8月 - コンピュータ室移設。男子卓球団体北信越大会出場。
- 1999年・2000年 - 校舎大規模改修・耐震補強。
- 2000年10月 - 創立50周年記念式典挙行・校旗樹立（創立50周年記念実行委員より寄贈）。
- 2001年6月 - 体育館外装工事完了。
- 2002年8月 - 校内LAN配線工事完了。
- 2003年7月 - 家庭科室（第2調理室）竣工。
- 2004年10月23日 - 新潟県中越地震発生、校舎内外に被害を受ける（被害総額450万円）。
- 2005年4月1日 - 長岡市への編入合併に伴い現校名に改称。
- 2006年7月 - 各教室に扇風機設置。

## 通学区域
#外部リンクを参照。

### 進学前小学校
- 長岡市立脇野町小学校
- 長岡市立日吉小学校

## 交通
- 越後交通「脇野町」バス停から徒歩約10分

## 著名な出身者
- 小方恵子（フリーアナウンサー、元新潟総合テレビアナウンサー）